# Crkva sv. Stjepana na Šćepan Polju
Crkva sv. Stjepana, rimokatolička crkva u Šćepan Polju (Stjepan Polju).
Nalazi se kod sela Zagrađa ispod utvrde-grada Sokola, od koje su sačuvani visoki zidovi, ikonostas, kameni svod i kupola navodno građena po uzoru na carigradsku Aju Sofiju. Prema mjesnoj predaji ova je crkva bila dvorska crkva hercega Stjepana Vukčića Kosače.
Kraj je imao katoličku tradiciju do turskih vremena, na što upućuju brojni toponimi oblika Crkvina, Crkvice ili Crkvište napućuju. Dok je utvrda Sokol bila u vlasništvu Sandalja Hranića, Sandalj se angažirao na izgradnji crkve u podnožju Sokola na Stjepan polju. Više autora smatra da je sagradio crkvu svetoga Stjepana (Šćepana) i da je kao njen ktitor u njoj sahranjen. Postoji izvorna potvrda za taj angažman, često netočno povezivana za tvrđavu Sokol u Konavlima. Početkom svibnja 1421. godine se dubrovački kamenar Mihoč Klapotić obvezao da će sa svojim šegrtom ići u Sokol kod vojvode Sandalja sazidati mu crkvu,:str. 219. možda upravo crkvu sv. Stjepana. U blizini te crkve je crkva u Zagrađu za koju se smatra da ju je herceg Stjepan Vukčić Kosača.:str. 220. Činjenica je da postoji izvorna potvrda za Sandaljev angažman na gradnji crkve, no često je bila neopravdano povezivana za tvrđavu Sokol u Konavlima.:str. 219.
Crkva sv. Stjepana i crkva u Zagrađu nisu ista crkva. Crkva sv. Stjepana je sjeverozapadno od grada Sokola, bliže Pivi, i u blizini je nekropola. Crkva u Zagrađu je sjeverno od grada Sokola.:str. 218.
Uzvisina na kojoj je grad Sokol nadmorske je visine 927 metara i imena je Hercegov grad.